# Società Polisportiva Ars et Labor 1955-1956
Questa voce raccoglie le informazioni riguardanti la Società Polisportiva Ars et Labor  nelle competizioni ufficiali della stagione 1955-1956.

## Stagione
Nella quinta consecutiva stagione di Serie A la SPAL è guidata dalla panchina dal tecnico Fioravante Baldi. Il presidente Paolo Mazza volta pagina e decide di rinnovare profondamente la rosa della squadra con gli innesti di Alberto Delfrati, dello svedese Sigvard Löfgren dalla Lazio e dell'ungherese Jenő Vinyei dal Napoli. Arriva anche un giovane Giovan Battista Fabbri dal Messina, destinato in futuro a scrivere bellissime pagine della storia spallina, in special modo come allenatore.
Da cenerentola nella scorsa stagione, la SPAL si trasforma nella sorpresa del campionato 1955-1956, chiudendo al terzo posto il girone di andata. La squadra gioca un bel calcio e diverte i tifosi, offrendo loro emozioni e reti. Forse appagata, nel girone di ritorno ha una flessione che la riporta in un affollato centroclassifica. L'ultima vittoria, il 5-0 al Vicenza del 29 aprile, è seguita da quattro pareggi e sei sconfitte, che però non cancellano il grande girone di andata. Guido Macor con 9 centri, Carlo Novelli con 8 e Beniamino Di Giacomo con 7 sono i cannonieri di stagione. I biancazzurri chiudono il campionato al nono posto.

## Rosa
| N. |                     | Ruolo | Calciatore           |
| -- | ------------------- | ----- | -------------------- |
|    | Italia (bandiera)   | P     | Renato Bertocchi     |
|    | Italia (bandiera)   | P     | Piero Persico        |
|    | Italia (bandiera)   | D     | Alberto Delfrati     |
|    | Italia (bandiera)   | D     | Giovanni Ferraro     |
|    | Italia (bandiera)   | D     | Aulo Gelio Lucchi    |
|    | Ungheria (bandiera) | D     | Jenő Vinyei          |
|    | Italia (bandiera)   | C     | Pietro Broccini      |
|    | Italia (bandiera)   | C     | Guglielmo Costantini |
|    | Italia (bandiera)   | C     | Edoardo Dal Pos      |
|    | Italia (bandiera)   | C     | Alberto Delfrati     |

| N. |                    | Ruolo | Calciatore             |
| -- | ------------------ | ----- | ---------------------- |
|    | Italia (bandiera)  | C     | Giovan Battista Fabbri |
|    | Italia (bandiera)  | C     | Sergio Morin           |
|    | Italia (bandiera)  | C     | Carlo Novelli (I)      |
|    | Italia (bandiera)  | A     | Beniamino Di Giacomo   |
|    | Brasile (bandiera) | A     | Carlos Dido            |
|    | Svezia (bandiera)  | A     | Sigvard Löfgren        |
|    | Italia (bandiera)  | A     | Guido Macor            |
|    | Italia (bandiera)  | A     | Enrico Pratesi         |
|    | Italia (bandiera)  | A     | Ero Rossi              |

## Risultati

### Serie A

#### Girone d'andata
| Arbitro: | Griggi (Brescia) |

|                |           |                              |
| Vairo 20’, 30’ | Marcatori | 25’ Fabbri 54’ (aut.) Turchi |

| Arbitro: | Pieri (Trieste) |

|                      |           |          |
| Macor 60’ Fabbri 65’ | Marcatori | 78’ Sala |

| Arbitro: | Campanati (Milano) |

|             |           |               |
| Nyers I 78’ | Marcatori | 44’ Novelli I |

| Arbitro: | Grandville (Roma) |

|                                                               |           |  |
| Vinyei 22’ (rig.) Fontana 35’ (aut.) Macor 80’ Di Giacomo 89’ | Marcatori |  |

| Arbitro: | Righi (Milano) |

|            |           |           |
| Bronèe 81’ | Marcatori | 49’ Macor |

| Arbitro: | Liverani (Torino) |

|                       |           |            |
| Macor 47’ Löfgren 77’ | Marcatori | 20’ Randon |

| Arbitro: | Moriconi (Roma) |

|                      |           |  |
| Nordahl III 27’, 80’ | Marcatori |  |

| Arbitro: | Corallo (Lecce) |

|                |           |             |
| Di Giacomo 75’ | Marcatori | 74’ Firmani |

| Arbitro: | Rigato (Venezia) |

|                                           |           |                               |
| Bassetto 27’, 59’ Brugola 28’ Longoni 57’ | Marcatori | 11’, 86’ Macor 77’ Di Giacomo |

| Arbitro: | Pieri (Trieste) |

|               |           |  |
| Novelli I 68’ | Marcatori |  |

| Arbitro: | Bonetto (Torino) |

|                 |           |  |
| Murolo 64’, 88’ | Marcatori |  |

| Arbitro: | Liverani (Torino) |

|            |           |                       |
| Vinyei 65’ | Marcatori | 1’ Vitali 79’ Vinício |

| Arbitro: | Piemonte (Monfalcone) |

|               |           |                                  |
| Novelli I 71’ | Marcatori | 27’ Sentimenti III 54’ Cazzaniga |

| Firenze 8 gennaio 1956 14ª giornata | Fiorentina              | 0 – 0 | SPAL | Stadio Comunale\| Arbitro: \| Coppa (Mariano Comense) \| |
| Arbitro:                            | Coppa (Mariano Comense) |       |      |                                                          |

| Arbitro: | Jonni (Macerata) |

|                         |           |  |
| Di Giacomo 33’ Dido 86’ | Marcatori |  |

| Arbitro: | Moriconi (Roma) |

|               |           |  |
| Novelli I 16’ | Marcatori |  |

| Arbitro: | Piemonte (Monfalcone) |

|                                |           |            |
| Massei 42’, 88’ Vonlanthen 78’ | Marcatori | 47’ Lucchi |

#### Girone di ritorno
| Ferrara 5 febbraio 1956 18ª giornata | SPAL                | 0 – 0 | Juventus | Stadio Comunale\| Arbitro: \| Lo Bello (Siracusa) \| |
| Arbitro:                             | Lo Bello (Siracusa) |       |          |                                                      |

| Arbitro: | Pieri (Trieste) |

|              |           |                                   |
| Toros II 71’ | Marcatori | 51’ (aut.) Toros II 89’ Novelli I |

| Arbitro: | Bonetto (Torino) |

|                |           |  |
| Di Giacomo 27’ | Marcatori |  |

| Arbitro: | Coppa (Mariano Comense) |

|                                 |           |          |
| Brighenti 15’, 61’ Passarin 16’ | Marcatori | 55’ Dido |

| Arbitro: | Campanati (Milano) |

|                          |           |  |
| Dal Pos 20’ Broccini 77’ | Marcatori |  |

| Arbitro: | Lo Bello (Siracusa) |

|                    |           |                         |
| Pivatelli 65’, 82’ | Marcatori | 6’ Di Giacomo 15’ Macor |

| Ferrara 25 marzo 1956 24ª giornata | SPAL            | 0 – 0 | Milan | Stadio Comunale\| Arbitro: \| Moriconi (Roma) \| |
| Arbitro:                           | Moriconi (Roma) |       |       |                                                  |

| Arbitro: | Corallo (Lecce) |

|                       |           |                   |
| Firmani 22’, 44’, 65’ | Marcatori | 35’ (rig.) Vinyei |

| Ferrara 8 aprile 1956 26ª giornata | SPAL             | 0 – 0 | Atalanta | Stadio Comunale\| Arbitro: \| Menchini (Udine) \| |
| Arbitro:                           | Menchini (Udine) |       |          |                                                   |

| Arbitro: | Bonetto (Torino) |

|                                            |           |  |
| Vivolo 18’ Burini 63’ (rig.) Selmosson 66’ | Marcatori |  |

| Arbitro: | Orlandini (Roma) |

|                                                      |           |  |
| Novelli I 21’, 24’ Macor 48’ Di Giacomo 54’ Dido 78’ | Marcatori |  |

| Arbitro: | Lo Bello (Siracusa) |

|                |           |                         |
| Vitali 8’, 50’ | Marcatori | 18’ Novelli I 74’ Macor |

| Torino 10 maggio 1956 30ª giornata | Torino             | 0 – 0 | SPAL | Stadio Filadelfia\| Arbitro: \| Marchetti (Milano) \| |
| Arbitro:                           | Marchetti (Milano) |       |      |                                                       |

| Arbitro: | Piemonte (Monfalcone) |

|  |           |               |
|  | Marcatori | 59’ Carpanesi |

| Padova 20 maggio 1956 32ª giornata | Padova          | 0 – 0 | SPAL | Stadio Silvio Appiani\| Arbitro: \| Maurelli (Roma) \| |
| Arbitro:                           | Maurelli (Roma) |       |      |                                                        |

| Arbitro: | Menchini (Udine) |

|                  |           |                   |
| Morin 80’ (aut.) | Marcatori | 66’ (rig.) Vinyei |

| Arbitro: | Jiranek |

|  |           |              |
|  | Marcatori | 75’ Skoglund |

## Statistiche

### Statistiche di squadra
| Competizione | Punti | In casa | In casa | In casa | In casa | In casa | In casa | In trasferta | In trasferta | In trasferta | In trasferta | In trasferta | In trasferta | Totale | Totale | Totale | Totale | Totale | Totale | DR |
| Competizione | Punti | G       | V       | N       | P       | Gf      | Gs      | G            | V            | N            | P            | Gf           | Gs           | G      | V      | N      | P      | Gf     | Gs     | DR |
| ------------ | ----- | ------- | ------- | ------- | ------- | ------- | ------- | ------------ | ------------ | ------------ | ------------ | ------------ | ------------ | ------ | ------ | ------ | ------ | ------ | ------ | -- |
| Serie A      | 33    | 17      | 9       | 4       | 4       | 23      | 9       | 17           | 1            | 9            | 7            | 17           | 30           | 34     | 10     | 13     | 11     | 40     | 39     | +1 |
| Totale       | -     | 19      | 10      | 4       | 5       | 36      | 24      | 19           | 4            | 4            | 11           | 20           | 28           | 38     | 14     | 8      | 16     | 56     | 52     | +4 |

### Statistiche dei giocatori[3]
| Giocatore      | Serie A  | Serie A |
| Giocatore      | Presenze | Reti    |
| -------------- | -------- | ------- |
| R. Bertocchi   | 13       | -12     |
| P. Broccini    | 22       | 1       |
| G. Costantini  | 2        | 0       |
| E. Dal Pos     | 27       | 1       |
| A. Delfrati    | 19       | 0       |
| B. Di Giacomo  | 26       | 7       |
| C. Dido        | 23       | 3       |
| G.B. Fabbri    | 24       | 2       |
| G. Ferraro     | 33       | 0       |
| S. Löfgren     | 23       | 1       |
| A.G. Lucchi    | 23       | 1       |
| G. Macor       | 26       | 9       |
| S. Morin       | 32       | 0       |
| C. Novelli (I) | 25       | 8       |
| P. Persico     | 21       | -27     |
| E. Rossi       | 3        | 0       |
| J. Vinyei      | 28       | 4       |